# Janis Bubenko
Ej att förväxla med dennes far, Janis Bubenko senior (1911–2002), professor i elkraftsystem vid KTH.
Janis A. Bubenko junior, född 3 februari 1935 i Riga, Lettland, död den 15 januari 2022 i Lund, Sverige, var en lettisk-svensk datavetare och professor emeritus.
Familjen Bubenko invandrade till Sverige 1945. Janis Bubenko tog civilingenjörsexamen vid Chalmers tekniska högskola 1958 och licentiatexamen i strukturmekanik vid Chalmers 1965. Efter att ha arbetat vid Univacs skandinaviska verksamhet 1961-1965 övergick han 1965 till forskning vid Kungliga Tekniska högskolan (KTH).
År 1966 etablerade han tillsammans med Börje Langefors automatisk databehandling som ett akademiskt ämne vid Stockholms universitet, ett ämne som senare skulle delas upp i informatik och systemvetenskap.
Han tog en doktorsexamen i informationssystem vid KTH 1973 på doktorsavhandlingen Contributions to formal description, analysis and design of data processing systems och blev docent 1974.
Bubenko var senare verksam som professor i data- och systemvetenskap vid Göteborgs universitet och Chalmers från 1977 till 1981, och som professor i samma ämne vid KTH:s och Stockholms universitets gemensamma institution för data- och systemvetenskap 1982 till 2000. Han blev professor emeritus den 1 februari 2000.
Bubenko var en av initiativtagarna till bildandet av Svenska institutet för systemutveckling 1984, och var dess chef 1985 till 1992.
År 2003, efter sin pensionering, var han en av initiativtagarna till den teknikhistoriska konferensen History of Nordic Computing som hölls för första gången 16-18 juni 2003.
Bubenko promoverades till hedersdoktor vid Rigas tekniska universitet 2004. Han blev också hedersdoktor vid Lettlands universitet.